# Eburodacrys fortunata
Eburodacrys fortunata är en skalbaggsart som beskrevs av Auguste Lameere 1884. Eburodacrys fortunata ingår i släktet Eburodacrys och familjen långhorningar. Inga underarter finns listade i Catalogue of Life.